# Maree Cheatham
Maree Cheatham (Oklahoma, 2 juni 1940) is een Amerikaanse actrice. Veruit haar bekendste rol in haar televisiecarrière is deze van Marie Horton in Days of our Lives.

## Televisie

### Series
Cheatham speelde in heel wat televisieseries. Naast de rol van Marie Horton van 1965 tot 1973, en de gastoptredens in die rol in latere jaren, was er ook van 1974 tot 1984 de rol van Stephanie Wilkins in Search for Tomorrow en van 1988 tot 1991 haar rol in General Hospital als de pleziermakende tante van Lucy Coe, Charlene Simpson. In 2005 had ze een gastrol in The West Wing, in 2012 in Hot in Cleveland. Van 2013 tot 2014 speelde ze een rol in de sitcom voor tieners Sam & Cat.

### Films
Naast televisiewerk waren er ook meerdere films. In 1988 speelde ze in Beetlejuice als Sarah Dean. In 1998 vertolkte ze de rol van Mabel Sanderson in de langspeelfilm A Night at the Roxbury. In 2007 speelde ze een gastrol in de langspeelfilm Sex and Breakfast, in 2009 in Labor Pains.
- Bibliothèque nationale de France: cb16598773s (data)
- International Standard Name Identifier: 0000 0003 7051 8035
- Library of Congress Control Number: no2016004064
- SNAC: w6mh9x05
- Virtual International Authority File: 249799623
- WorldCat: E39PBJvhqVbtYGhCVDDVB789jC